# Skilanglauf-Nor-Am-Cup 2022/23
Der Skilanglauf-Nor-Am-Cup 2022/23 war eine von der FIS organisierte Wettkampfserie, die zum Unterbau des Skilanglauf-Weltcups 2022/23 gehörte. Er begann am 30. November 2022 in Vernon und endete am 21. Januar 2023 in Prince George. Die Gesamtwertung der Männer gewann Russell Kennedy und bei den Frauen Liliane Gagnon.

## Männer

### Resultate
| 1. Nor-Am-Cup in Vernon, 30. November bis 4. Dezember 2022 | 1. Nor-Am-Cup in Vernon, 30. November bis 4. Dezember 2022 | 1. Nor-Am-Cup in Vernon, 30. November bis 4. Dezember 2022 | 1. Nor-Am-Cup in Vernon, 30. November bis 4. Dezember 2022 | 1. Nor-Am-Cup in Vernon, 30. November bis 4. Dezember 2022 |
| ---------------------------------------------------------- | ---------------------------------------------------------- | ---------------------------------------------------------- | ---------------------------------------------------------- | ---------------------------------------------------------- |
| Datum                                                      | Disziplin                                                  | Erster Platz                                               | Zweiter Platz                                              | Dritter Platz                                              |
| 30. November 2022                                          | Sprint klassisch                                           | Magnus Bøe                                                 | Zanden McMullen                                            | Xavier McKeever                                            |
| 1. Dezember 2022                                           | 10 km Freistil Massenstart                                 | Tom Mancini                                                | John Steel Hagenbuch                                       | Russell Kennedy                                            |
| 3. Dezember 2022                                           | Sprint Freistil                                            | Andreas Kirkeng                                            | John Steel Hagenbuch                                       | Julien Locke                                               |
| 4. Dezember 2022                                           | 10 km klassisch                                            | Andreas Kirkeng                                            | Finn O’Connell                                             | John Steel Hagenbuch                                       |

| 2. Nor-Am-Cup in Prince George, 18. bis 21. Januar 2023 | 2. Nor-Am-Cup in Prince George, 18. bis 21. Januar 2023 | 2. Nor-Am-Cup in Prince George, 18. bis 21. Januar 2023 | 2. Nor-Am-Cup in Prince George, 18. bis 21. Januar 2023 | 2. Nor-Am-Cup in Prince George, 18. bis 21. Januar 2023 |
| ------------------------------------------------------- | ------------------------------------------------------- | ------------------------------------------------------- | ------------------------------------------------------- | ------------------------------------------------------- |
| Datum                                                   | Disziplin                                               | Erster Platz                                            | Zweiter Platz                                           | Dritter Platz                                           |
| 18. Januar 2023                                         | Sprint klassisch                                        | Julian Smith                                            | Xavier McKeever                                         | Julien Locke                                            |
| 19. Januar 2023                                         | 20 km klassisch Massenstart                             | Olivier Léveillé                                        | Russell Kennedy                                         | Léo Grandbois                                           |
| 21. Januar 2023                                         | 10 km Freistil                                          | Russell Kennedy                                         | Max Hollmann                                            | Sasha Masson                                            |

### Gesamtwertung Männer
| Endstand (Top 10) |                    |        |
| \| Rang \| Name \| Punkte \| \| ---- \| ------------------ \| ------ \| \| 1. \| Russell Kennedy \| 233 \| \| 2. \| Samuel Gary Hendry \| 213 \| \| 3. \| Xavier McKeever \| 209 \| \| 4. \| Scott James Hill \| 183 \| \| 5. \| Julien Locke \| 167 \| \| 6. \| Max Hollmann \| 163 \| \| 7. \| Sasha Masson \| 128 \| \| 8. \| Julian Smith \| 111 \| \| 9. \| Léo Grandbois \| 92 \| \| 10. \| Nicholas Randall \| 81 \| |                    |        |
| Rang | Name               | Punkte |
| 1. | Russell Kennedy    | 233    |
| 2. | Samuel Gary Hendry | 213    |
| 3. | Xavier McKeever    | 209    |
| 4. | Scott James Hill   | 183    |
| 5. | Julien Locke       | 167    |
| 6. | Max Hollmann       | 163    |
| 7. | Sasha Masson       | 128    |
| 8. | Julian Smith       | 111    |
| 9. | Léo Grandbois      | 92     |
| 10. | Nicholas Randall   | 81     |

## Frauen

### Resultate
| 1. Nor-Am-Cup in Vernon, 30. November bis 4. Dezember 2022 | 1. Nor-Am-Cup in Vernon, 30. November bis 4. Dezember 2022 | 1. Nor-Am-Cup in Vernon, 30. November bis 4. Dezember 2022 | 1. Nor-Am-Cup in Vernon, 30. November bis 4. Dezember 2022 | 1. Nor-Am-Cup in Vernon, 30. November bis 4. Dezember 2022 |
| ---------------------------------------------------------- | ---------------------------------------------------------- | ---------------------------------------------------------- | ---------------------------------------------------------- | ---------------------------------------------------------- |
| Datum                                                      | Disziplin                                                  | Erster Platz                                               | Zweiter Platz                                              | Dritter Platz                                              |
| 30. November 2022                                          | Sprint klassisch                                           | Hailey Swirbul                                             | Sydney Palmer-Leger                                        | Anna-Maria Dietze                                          |
| 1. Dezember 2022                                           | 10 km Freistil Massenstart                                 | Anna-Maria Dietze                                          | Sydney Palmer-Leger                                        | Karianne Olsvik Dengerud                                   |
| 3. Dezember 2022                                           | Sprint Freistil                                            | Hailey Swirbul                                             | Sarah Goble                                                | Weronika Kaleta                                            |
| 4. Dezember 2022                                           | 10 km klassisch                                            | Hailey Swirbul                                             | Hanna Abrahamsson                                          | Sydney Palmer-Leger                                        |

| 2. Nor-Am-Cup in Prince George, 18. bis 21. Januar 2023 | 2. Nor-Am-Cup in Prince George, 18. bis 21. Januar 2023 | 2. Nor-Am-Cup in Prince George, 18. bis 21. Januar 2023 | 2. Nor-Am-Cup in Prince George, 18. bis 21. Januar 2023 | 2. Nor-Am-Cup in Prince George, 18. bis 21. Januar 2023 |
| ------------------------------------------------------- | ------------------------------------------------------- | ------------------------------------------------------- | ------------------------------------------------------- | ------------------------------------------------------- |
| Datum                                                   | Disziplin                                               | Erster Platz                                            | Zweiter Platz                                           | Dritter Platz                                           |
| 18. Januar 2023                                         | Sprint klassisch                                        | Izabela Marcisz                                         | Monika Skinder                                          | Dahria Beatty                                           |
| 19. Januar 2023                                         | 20 km klassisch Massenstart                             | Jasmine Lyons                                           | Liliane Gagnon                                          | Olivia Bouffard-Nesbitt                                 |
| 21. Januar 2023                                         | 10 km Freistil                                          | Izabela Marcisz                                         | Keidy Kaasiku                                           | Jasmine Lyons                                           |

### Gesamtwertung Frauen
| Endstand (Top 10) |                  |        |
| \| Rang \| Name \| Punkte \| \| ---- \| ---------------- \| ------ \| \| 1. \| Liliane Gagnon \| 218 \| \| 2. \| Sonjaa Schmidt \| 181 \| \| 3. \| Jasmine Drolet \| 160 \| \| 4. \| Alison Mackie \| 142 \| \| 5. \| Amelia Wells \| 136 \| \| 6. \| Katherine Weaver \| 125 \| \| 7. \| Tory Audet \| 113 \| \| 8. \| Anna Stewart \| 98 \| \| 9. \| Quinn Morgan \| 24 \| \| 10. \| Katherine Mason \| 13 \| |                  |        |
| Rang | Name             | Punkte |
| 1. | Liliane Gagnon   | 218    |
| 2. | Sonjaa Schmidt   | 181    |
| 3. | Jasmine Drolet   | 160    |
| 4. | Alison Mackie    | 142    |
| 5. | Amelia Wells     | 136    |
| 6. | Katherine Weaver | 125    |
| 7. | Tory Audet       | 113    |
| 8. | Anna Stewart     | 98     |
| 9. | Quinn Morgan     | 24     |
| 10. | Katherine Mason  | 13     |